# Bassens (Saboia)
Bassens é uma comuna francesa na região administrativa de Auvérnia-Ródano-Alpes, no departamento da Saboia. Estende-se por uma área de 3.11 km². Em 2010 a comuna tinha 4 746 habitantes (densidade: 1 526 hab./km²).